# Город Дьявола
«Город Дьявола» (серб. Ђавоља варош) — природная достопримечательность на горе Радан на юге Сербии в 27 км к юго-востоку от города Куршумлия.
Образование представляет собой 202 каменных столба высотой от 2 до 15 м средним диаметром 1 м, на вершинах которых располагаются каменные блоки весом до 100 кг. Столбы имеют естественное происхождение, они возникли благодаря выветриванию. В районе имеется два водных источника: Вода Дьявола и Колодец Дьявола, — имеющие высокую минерализацию (до 15 г/л), из-за чего растительность в прилегающей местности скудная, что способствовало выветриванию.
Необычность образования породила среди местных жителей множество мрачных легенд, вслед за которыми оно получило наименование «Города Дьявола». Антураж места используется для привлечения туристов, большинство экскурсий проводится ночью.
В 1959 году территория «Города Дьявола» получила охранный статус, в 1995 году правительство Сербии присвоило ему статус памятника природы. В 2002 году ЮНЕСКО включила «Город Дьявола» в предварительный список объектов Всемирного наследия.